# Genesis Motor
Genesis (en hangul, 제네시스) es la marca de vehículos de lujo del fabricante de vehículos surcoreano Hyundai Motor Company. Inicialmente concebido junto con los planes para el nuevo sedán de lujo Genesis de Hyundai en 2004, Genesis se anunció como una marca independiente el 4 de noviembre de 2015. Su primer modelo, el Genesis G90, fue lanzado en 2017. Los modelos Genesis se diseñan en Rüsselsheim, Hwaseong e Irvine, y se producen en Ulsan.
Genesis llegó a Estados Unidos en 2017 y a Europa en 2021. En agosto de 2023, el vehículo superó el millón de unidades en ventas acumuladas. En diciembre de 2024 se fundó el equipo Genesis Magma Racing y, al mismo tiempo, se presentó el primer hiperdeportivo de la marca, el GMR-001.

## Diseño y tecnología

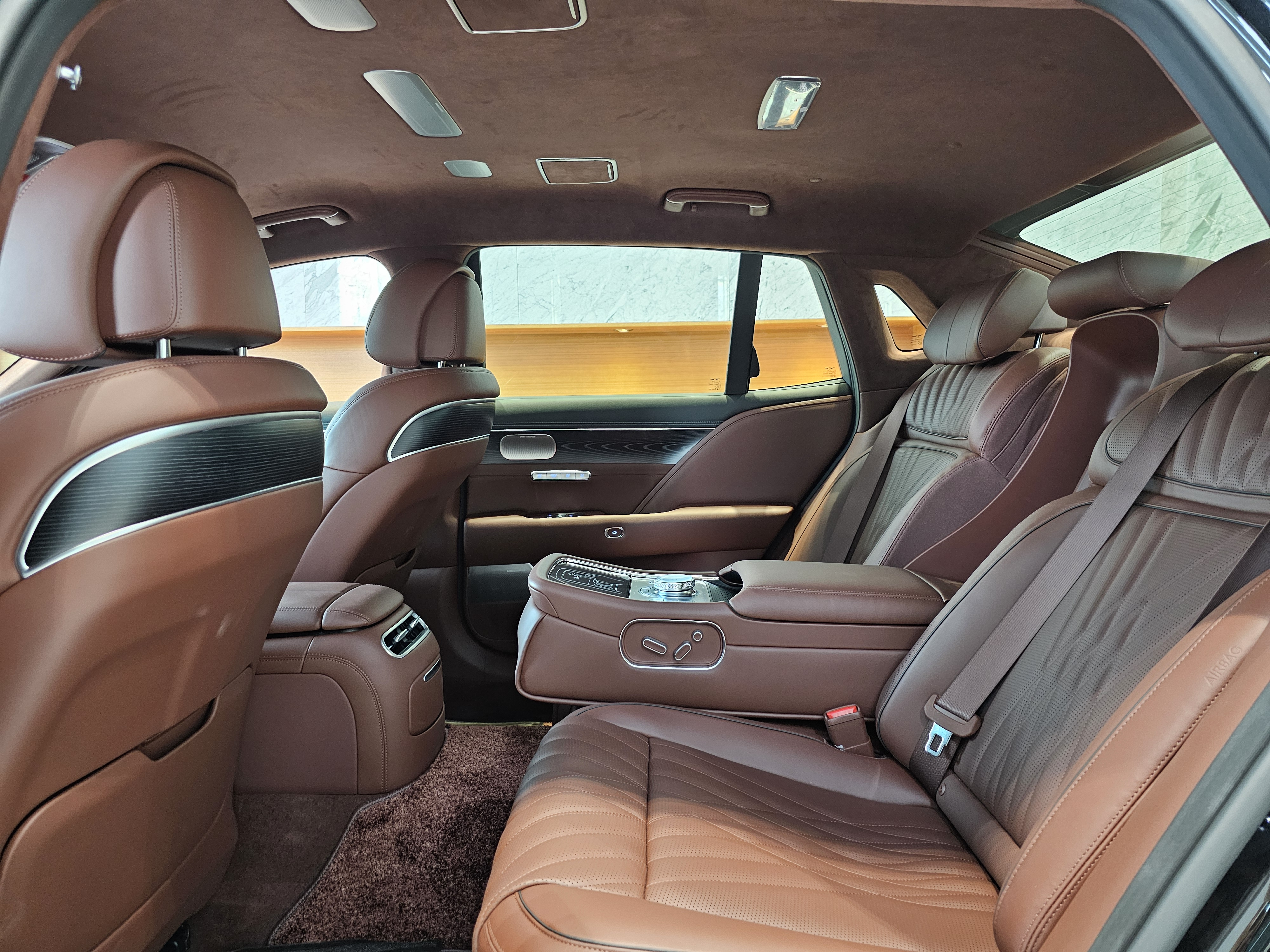
Interior del G90 RS4

El Genesis X Gran Berlinetta Vision Gran Turismo, presentado en noviembre de 2022, utiliza colores que encarnan la belleza y el sentimiento coreanos. El color exterior es Crane White, un color blanco perlado inspirado en la forma de una grulla. El interior utiliza dos colores inspirados en los techos de las casas tradicionales coreanas. Giwa Navy está inspirado en las tejas de las casas tradicionales Hanok, y Dancheong Orange está inspirado en dancheong, una técnica de coloración utilizada para pintar patrones en los edificios tradicionales de madera coreanos.  Uno de los diseños únicos de Genesis, el patrón G-Matrix, se inspiró en la forma en que la luz se refleja en un diamante. El patrón se aplica al interior y exterior del vehículo.  La filosofía de diseño interior de Genesis es "la belleza del espacio". El G90 tiene una mezcla de tecnología de vanguardia y sensibilidad analógica. 
El sistema de control de postura inteligente desarrollado conjuntamente por Genesis y la Facultad de Medicina de la Universidad Nacional de Seúl se instaló en el G90 de primera generación. Es una tecnología que ajusta automáticamente el asiento, el volante, los espejos exteriores y el head-up display según las características físicas del conductor. 

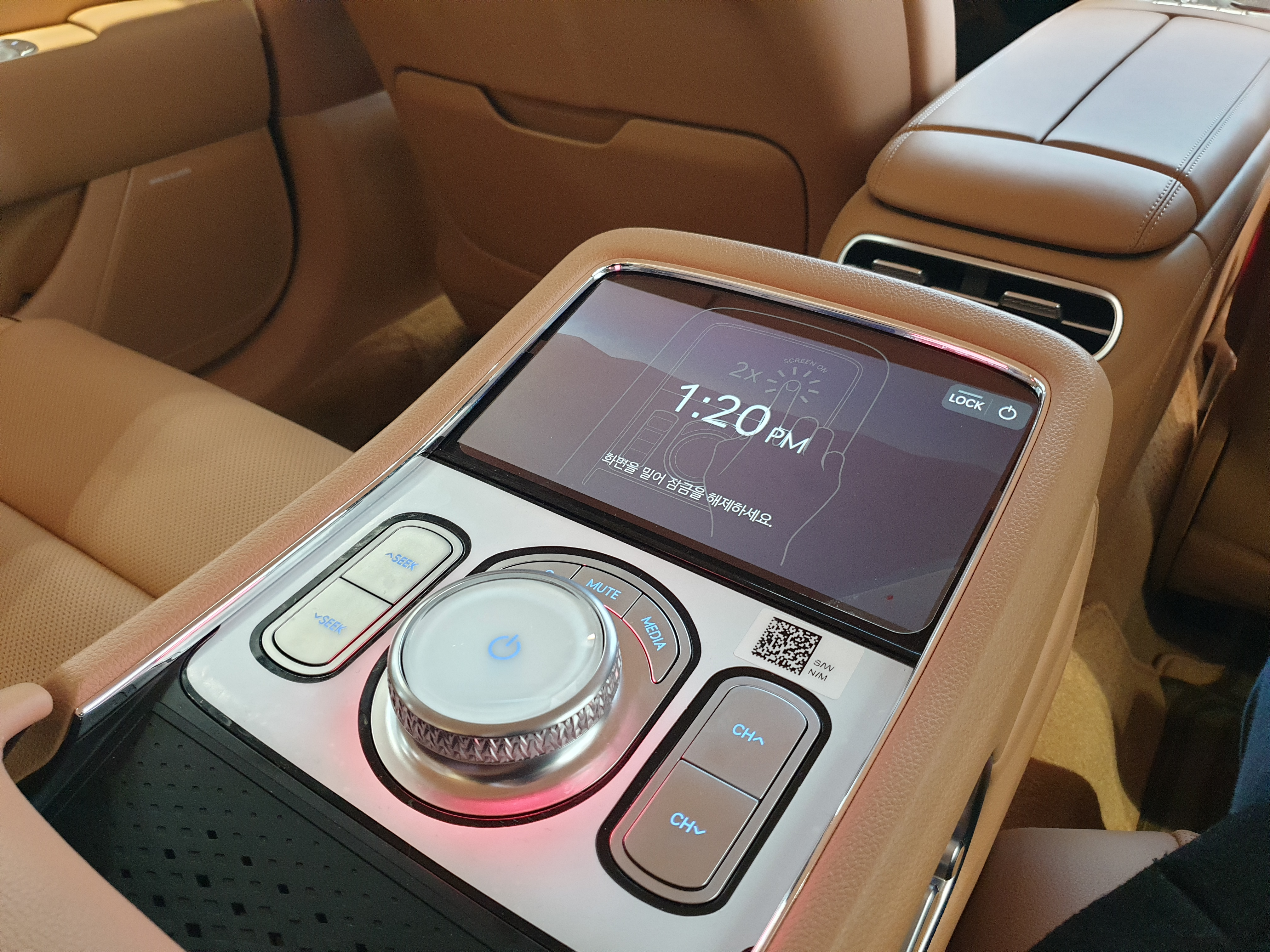
Controlador de 2 filas

El G90 RS4 lanzado en 2021 tiene una tecnología de almohadilla de espuma de dureza múltiple que varía el grado de suavidad según el área del muslo, incluido un reposapiés eléctrico. El asiento ergo motion es un asiento que mejora la comodidad del asiento del conductor y los pasajeros del asiento trasero con un sistema neumático, y es una tecnología que se aplicó por primera vez en Genesis; Siete bolsas de aire instaladas en el interior del asiento, como el cojín y el respaldo, se inflan dependiendo del modo de conducción para inducir la postura más cómoda y reducir la fatiga. En el caso de los asientos, se realizaron alrededor de 10 revisiones durante la etapa piloto, que es la etapa de verificación de la producción en masa, y se examinaron meticulosamente el tamaño y el espaciado de los orificios de costura en la superficie del asiento. Se formó un equipo de evaluación profesional para los asientos y, a través de evaluaciones de conducción, se creó un estándar lo más cuantificable posible y se realizó una evaluación comparativa a ciegas. Genesis Adaptive Control Suspension (GACS) es una fusión del sistema de suspensión controlado electrónicamente y las funciones de control de integración del chasis, que permite un control más libre de la fuerza de amortiguación al agregar válvulas integradas a las válvulas externas existentes. Los asientos VIP de primera clase fueron desarrollados por la marca después de analizar los asientos de primera clase de los aviones.

## Ventas
Entre noviembre de 2015 y octubre de 2018, Genesis vendió 206.882 vehículos; del total, 127.283 fueron modelos G80, 52.417 fueron unidades G90 y 27.182 fueron G70. Entre noviembre de 2015 y agosto de 2023, Genesis vendió 1 millón de vehículos. 

## Competición
Genesis ha anunciado su incursión en el automovilismo de resistencia con un programa LMDh. Este proyecto contempla la participación en el Campeonato Mundial de Resistencia de la FIA (WEC) y en las 24 Horas de Le Mans a partir de 2026, así como en el IMSA SportsCar Championship desde 2027.
El vehículo elegido para competir es el Genesis GMR-001, un prototipo desarrollado en colaboración con Oreca. Este modelo contará con un motor V8 biturbo de disposición central, diseñado por el equipo de Hyundai Motorsport, con Luc Donckerwolke y Samir Sadhikov a la cabeza. El equipo estará dirigido por Cyril Abiteboul y cuenta con los experimentados Pipo Derani y André Lotterer como pilotos de desarrollo.